# 1577年大彗星

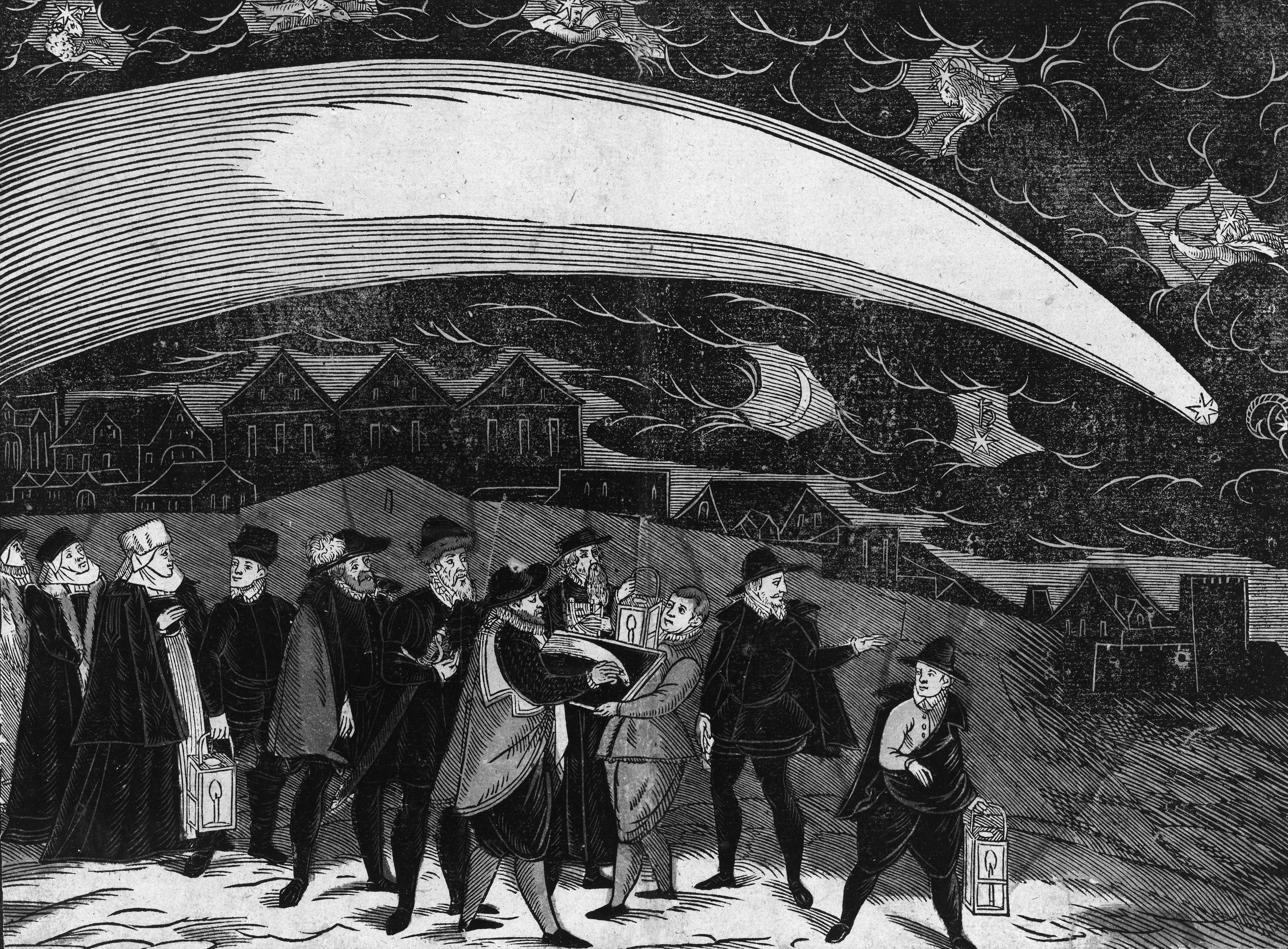
1577年11月12日在布拉格看見的1577年大彗星。這是Jiri Daschitzky製作的版畫。

1577年大彗星的臨時名稱是C/1577 V1，是在西元1577年非常靠近地球的一顆彗星。該彗星的首次記錄來自於1577年11月1日在秘魯的目擊報告，1578年1月26日飛出地球的視線。全歐洲的人都看見了這顆彗星，著名的丹麥天文學家第谷·布拉赫也不例外。經由對這顆彗星的觀測，第谷發現彗星和其他在天空移動的類似天體，都在地球的大氣層之外。

## 第谷的觀測

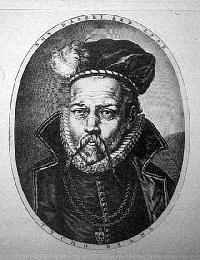
第谷·布拉赫。

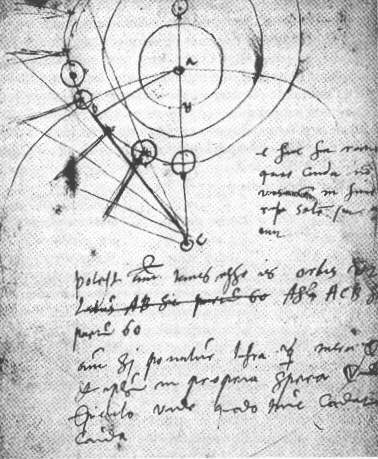
在第谷筆記本內的素描，描述他對1577年大彗星的觀測。

在第谷筆記本上一頁的素描中，這顆彗星被認為是緊挨著行星中的金星在移動。這幅素描是以地球為中心，太陽繞著地球，當時所知的其他的行星則繞著太陽。這是依據第谷自身的假說，以地球為中心所佈局的太陽系，是偏移了中心的日心說。儘管在第谷的模型中有如此的誤解，他所做的數以萬計的精確觀測，卻讓克卜勒能夠推導出行星運動定律。第谷儘管盡其所能的測量，卻不足以得知彗星在大氣層之外究竟有多遠，所以不能以距離來繪圖。第谷發現彗星是一種天體，這種看法被普遍的接受，但也引起了許多其他的問題：
- 彗星的的本質為何？
- 彗星來自何處？
- 彗星是否有一定的運行路徑？

這些問題，與其它一些問題，在17世紀引起了冗長的辯論，有許多理論流傳在當時的天文團體內，伽利略更聲稱這只是一種光學現象，不可能測量出彗星的視差，但是他的假設並沒有被廣泛的接受。
1577年大彗星戲劇性的出現在天空，使彗星的地位和本質的理論被重新評估。
在其它的研究中，第谷得知彗星尾巴的方向是背向太陽。

## 中國的觀測
1577年是明朝萬曆五年，一些地方縣誌記載了彗星出現。當時張居正的父親剛病逝，依制度張居正應回家居喪，而萬曆帝當時十分依賴張居正，因此下詔奪情。在張居正第二次上辭呈後，當天晚上彗星出現，禮部因此建議萬曆帝修省消災。

## 在文學和藝術上

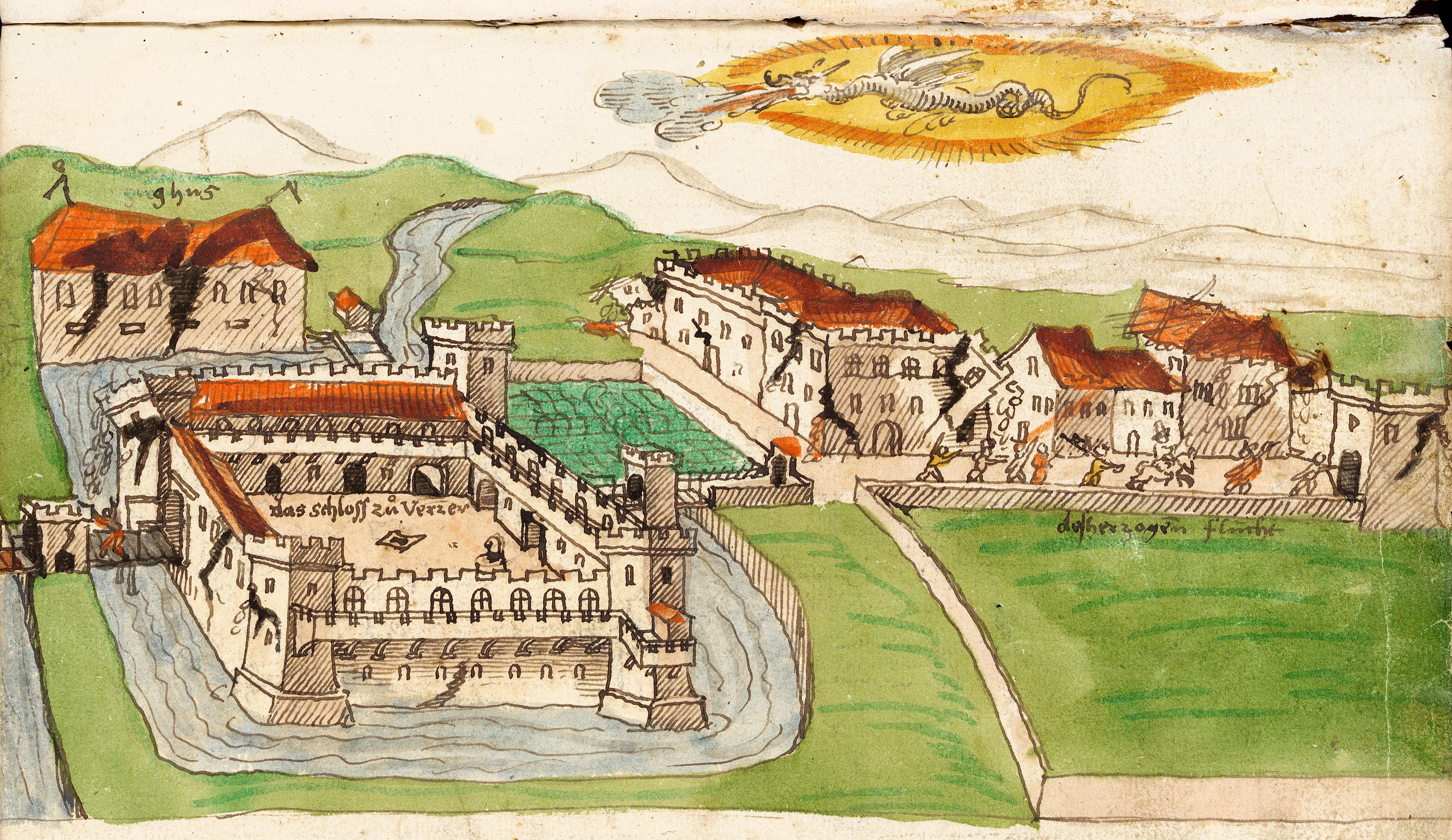
義大利費拉拉上空的該彗星

有許多肇因於彗星經過的文學作品，也有許多天文學家提出的想法，引發了大量的爭辯。
然而，彗星是出現在天空的天體的想法是最被推崇的觀念，也是許多想發中最接近事實的概念。事件啟發的藝術作品是Jiri Daschitzky創作和雕刻的版畫，描繪的靈感來自於1577年11月12日在布拉格見到的1577年大彗星。

## 註解
1. ↑  Joe Rao. . Space.com. 2013-12-23  [2019-06-25]. （原始内容存档于2018-11-23）.
2. ↑  . Infoplease.com.   [2007-03-25]. （原始内容存档于2007-01-10）.
3. 1 2 3 4 5  .   [2007-03-25]. （原始内容存档于2007-04-29）.
4. 1 2 3  .   [2007-03-25]. （原始内容存档于2007-04-26）.
5. ↑  David Pankenier; Zhentao Xu; Yaotiao Jiang (编). . Amherst, New York: Cambria Press. 2008-12-28: 606–607  [2019-06-25]. ISBN 978-1-62196-976-1. （原始内容存档于2019-08-21）.
6. ↑  何丙郁; 洪天賜. . Oriens Extremus. 1970, 17 (1/2): 77.
7. ↑  吳俊輝，姚珩，徐光台. . 國立臺灣大學出版中心. 2013-09-16: 88–89  [2019-06-25]. ISBN 978-986-03-8022-4. （原始内容存档于2019-08-21）.